# Coolie
Coolie (kulis) – bollywoodzki film akcji z elementami komediowymi zrealizowany w 1983 roku przez Manmohan Desai (Amar Akbar Anthony). W rolach głównych Amitabh Bachchan, Rishi Kapoor, Rati Agnihotri, Kader Khan, Suresh Oberoi i Puneet Issar. Akcja dzieje się w środowisku kulisów, tragarzy na dworcu kolejowym. Tematem tego filmu jest historia osierocenia i cudownego odnalezienia rodziny muzułmańskiego kulisa Iqbala Khana. Równolegle przedstawiono historie uciekającej w nałogi rozdzielonej w dzieciństwie pary Deepy i dziennikarza Sonny'ego. W filmie motywy porwania, utraty pamięci, rozdzielenia rodziny, czy przestępców próbujących kontynuować swoją karierę w polityce.
Na planie tego filmu doszło do groźnego zranienia odtwórcy głównej roli Amitabh Bachchana. Gdy aktor walczył w szpitalu o życie, Indusi zjednoczyli się  w meczetach, świątyniach, sikhijskich gurdwarach i kościołach modląc się o jego  życie. W związku z tym reżyser postanowił zmienić scenariusz. Przywrócony do życia siłą modlitwy Amitabh miał  wbrew poprzedniej decyzji przeżyć też w postaci muzułmańskiego kulisa Iqbala.  Mało tego, motyw modlitwy poprzez którą wola człowieka łączy się z wolą Boga pozostawiając umierającego przy życiu też objawia się  w tym filmie. Dosłownie w huku piorunów, blasku błyskawic i żarliwej modlitwie "śpiewanej" przez Amitabha. W filmie też częste   obrazy muzułmańskiej modlitwy i  pielgrzymów wędrujących z Indii do Mekki.

## Fabuła
Zafar Khan (Kader Khan) opuściwszy po kilkunastu latach więzienie zamierza poślubić przyrzeczoną mu kiedyś Salmę (Waheeda Rehman). Gdy dowiaduje się, że wybrana przez niego kobieta jest szczęśliwą żoną Aslama i matka małego Iqbala, decyduje się przemocą wziąć to, co mu się (w jego odczuciu) należy. Świadomie doprowadza do otwarcia tamy wodnej. Woda porywa męża Salmy a ona sama zostaje uprowadzona przez Zafara. Utrata pamięci sprzyja, by Salma stała się częścią życia bogacącego się na zbrodniach Zafara. Na pocieszenie ofiarowuje on jej sierotę na wychowanie.
Spotkawszy ją przypadkiem mały Iqbal nie rozumie, czemu matka nie odpowiada na jego wołanie, nie przytula go, a opuszcza go nie rozpoznawszy. Nad zrozpaczonym dzieckiem roztacza opiekę Bóg zsyłając mu do pomocy bezrękiego kulisa i ptaka Allarakhę. Mijają lata. Iqbal Khan (Amitabh Bachchan) znalazł swoje miejsce w życiu. Jego domem stał się dworzec bombajski. Tu odważny zabijaka przewodzi innym kulisom ogłaszając strajki. W chwilach samotności rozmawia jednak ze zdjęciem daremnie poszukiwanej matki. Pewnego dnia w życiu Iqbala pojawia się  kilka nowych osób: popijający dziennikarz Sonny (Rishi Kapoor) ze swoją odnalezioną po latach ukochaną z dzieciństwa Deepą i fascynująca go swoją urodą i siłą charakteru chrześcijanka Julie d'Costa (Rati Agnihorti). Wkrótce będzie mógł on liczyć na ich pomoc w starciach kulisów z gangsterami kierowanymi przez Zafara Khana i łasego na majątek Julie Vicky (Suresh Oberoi).

## Obsada
- Amitabh Bachchan....Iqbal Khan
- Waheeda Rehman.... Salma
- Rishi Kapoor.... Sunny
- Kader Khan .... Zafar Khan
- Rati Agnihotri .... Julie D' Costa
- Amrish Puri ... p. D' Costa
- Tun Tun
- Shoma Anand

## Muzyka i piosenki
1. Duniya Ka Bojh
2. Lumbi Ji Tingu Ji
3. Mujhe Peene Ka Shok Nahi
4. Hamka Isak Huan Hai Yaaron
5. Jawani KI Rail Kahin
6. Accident Hogaya
7. Mubarak Ha Tum Sab Ko Haj Ka Madina